# 붉은머리티티
붉은머리티티(Callicebus regulus)는 신세계원숭이에 속하는 티티원숭이의 일종이다. 브라질에서 발견된다.